# Sette e mezzo
Sette e mezzo (sept et demi) est le nom donné à un soulèvement qui s'est déroulé à Palerme, en septembre 1866.

## Contexte
Six ans après le vote en faveur de l'annexion de la Sicile au royaume de Sardaigne, la naissance de l'Italie unifiée déçoit les espérances que Palerme avait mis dans la fin du royaume des Deux-Siciles. Au sein du parti d'action, regroupant la gauche démocratique, l'aile républicaine est dirigée par Giuseppe Badia, artisan condamné à mort par les Bourbons et contraint à l'exil jusqu'en 1860, membre de l'armée de Garibaldi et combattant à la bataille d'Aspromonte sous les ordres de Giovanni Corrao auquel il succède après l'assassinat du général garibaldien en août 1863. Il se lie avec les nostalgiques des Bourbons et les cléricaux dont l'argent financent la déstabilisation du gouvernement piémontais par le recrutement de brigands et rompt progressivement avec les partisans de Francesco Crispi qui craignent la fragilisation de l'unification italienne à travers l'idéal républicain.
Malgré la condamnation en juin 1865 par Mazzini des conspirations unissant les républicains aux nostalgiques des Bourbons et les cléricaux, les liens se renforcent à Palerme en 1866, alors que les défaites de l'armée italienne se succèdent lors de la troisième guerre d'indépendance et que la suppression des congrégations religieuses accentue la paupérisation du peuple palermitain confronté à la sécheresse et à la hausse du prix du blé. La conscription est largement contestée et les effectifs des forces de l'ordre sont faibles. Malgré les opérations contre le brigandage et les fugitifs menées par le général Giacomo Medici, puis les arrestations arbitraires menées par le questeur Felice Pinna, les émeutiers s'organisent trompant Pinna qui pense pouvoir contrôler le mouvement grâce à ces informateurs, et qui désinforme le préfet Torelli, lequel indique au ministre de l'Intérieur le 13 septembre que Palerme est calme.

## Déroulement
Des groupes armés provenant de Monreale, Bagheria et Misilmeri descendent sur Palerme dans la nuit du 15 au 16 septembre 1866. Parmi leurs chefs se démarquent le fugitif Salvatore Nobile et par le Monréalais Salvatore Miceli, lequel avait déjà mobilisé des hommes lors des mouvements de 1848 et de 1860 et vient étonnamment d'être libéré de prison par Pinna. En l'absence de forces armées pour le contrer, le peuple s'arme dans des entrepôts et au Tribunal qui conservait les armes saisies par les autorités. 
Les débuts du mouvement, par son rassemblement organisé et ses objectifs précis, apparaissent planifiés par la mafia, souhaitant plus montrer sa force que renverser le pouvoir. Malgré des motivations variées et confuses et l'absence de meneurs de premier plan, le soulèvement a été préparé par un comité révolutionnaire présidé par le républicain Lorenzo Minneci, partisan de Badia avec lequel il adhère à l'Internationale, et lui aussi libéré depuis peu par Pinna. Grâce à l'expérience des révolutions de 1848 et 1860 d'une partie des membres de ce comité, où siègent le mafieux Michele Oliveri et le père bénédictin Placido Spadaro, une tactique de conquête est efficacement déployée par les insurgés qui prennent rapidement le contrôle de la ville.  
Mêlant nostalgiques des Bourbons de Sicile, des ex-garibaldiens déçus de l'unification et des bandits, le mouvement est grossi par le peuple de la ville. Ainsi, 20000 à 40000 insurgés attaquent les bâtiments publics, pillent la résidence du maire, saccagent les tribunaux et détruisent les archives criminelles après avoir vidé les arsenaux. Le lieutenant général Giacomo Carderina et le maire Antonio di Rudinì parviennent à empêcher les émeutiers à investir le Palais royal et la frégate à vapeur Tancredi vise les assaillants de la prison de l'Ucciardone pour éviter qu'ils ne libèrent les 2500 détenus, dont Badia. Miceli est mortellement blessé dans l'attaque de la prison. 
N'ayant pu libérer Badia, le comité révolutionnaire constitue le 18 un nouveau Comité provisoire qui intègre des membres de la noblesse et de la bourgeoisie, restées jusqu'alors plutôt extérieures au mouvement : les princes de Linguaglossa et de San Vincenzo, le chanoine bourboniste Gaetano Bellavia, le docteur Onofrio Di Benedetto et Francesco Bonafede Oddo, secrétaire du Comité, insurgé en 1848, conspirateur avec Salvatore Spinuzza et Francesco Bentivegna en 1856, libéré en 1860 par l'arrivée de Garibaldi, dont l'expérience est déterminante dans le succès de l'attaque de la ville.  
Le retour au calme par les troupes du général Raffaele Cadorna, commissaire royal doté de pouvoirs extraordinaires pour toute la province, et par la garde nationale commandée par Gabriele Camozzi, dans les rangs de laquelle combat le futur mafieux Antonino Giammona, prend sept jours et demi, ce qui donne le nom à la révolte, en référence au nom d'un jeu de carte populaire sur l'île. Les renforts envoyés par le gouvernement — et le retrait d'une partie des insurgés découragés par l'issue douteuse de l'entreprise — permettent aux soldats d'entrer le 21 dans la ville dont ils libèrent les autorités barricadées depuis plusieurs jours dans le Palais royal. Faute d'obtenir une amnistie, les meneurs abandonnent de nuit Palerme où le général Cadorna fait son entrée le 22 après-midi.  
Les soldats apportent le choléra qui fait plusieurs milliers de victimes en un an. L'état de siège autorise de nombreuses arrestations aveugles qui portent la population de l'Ucciardone à 3 600 prisonniers, le désarmement civil et la mise en place de trois tribunaux militaires qui en quarante jours prononcèrent 8 condamnations à mort (dont seulement deux exécutées), 48 aux travaux forcés à perpétuité, 37 aux travaux forcés de 10 à 20 ans, 10 aux peines moindres et 63 acquittements. Presque tous les membres du comité provisoire furent arrêtés, mais rapidement relâchés. La dissolution des corporations religieuses est accélérée et l'archevêque de Monreale, le philosophe octogénaire Benedetto D'Acquisto, ancien professeur de Crispi à l'Université, est arrêté.
Badia et ses affiliés poursuivent leurs complots sous la bannière républicaine ou internationaliste mais pour que les émeutes ne reprennent pas, Cadorna conseille de s'appuyer sur les régionalistes, de financer des travaux publics et d'avoir recours à la force publique de manière moins sévère. Ainsi, l'état de siège est rapidement levé, une amnistie est promulguée dès janvier 1867, et des Siciliens sont nommés à des postes de pouvoir : le marquis di Rudinì comme préfet de Palerme, Giuseppe Albanese, frère d'Enrico Albanese, et membre modéré du parti d'action, comme questeur. Le général Médicis, patriote et membre de de l'Expédition des Mille, obtient le commandement militaire.
L'enquête n'identifie pas précisément les motivations de la révolte, mais l'opinion générale en fait un mouvement antiunitaire. La petite bourgeoisie pense que le gouvernement italien bloque son expansion et le peuple l'accuse de le maintenir dans la misère, les deux jugeant les dirigeants politiques comme des étrangers imposant leur loi à la Sicile. Selon Orazio Cancila, la version d'une révolte antiunitaire et séparatiste née de la réunion du banditisme et des éléments réactionnaires est une idée des forces gouvernementales pour discréditer la contestation alors l'émeute a été portée par les républicains de Badia qui ont su agrégés autour d'eux brigands, insoumis et sous-prolétaires réunis autour d'un rejet du gouvernement plus de l'Unité italienne, avec le soutien moral, financier voire logistique du camp bourboniste et clérical.